# MZ 125
Die MZ 125 ist ein Motorrad des IFA-Motorradwerk Zschopau (ab 21. Oktober 1953: VEB Motorradwerk Zschopau), der in der Baureihe IFA-DKW/IFA/MZ (RT) 125 von 1950 bis 1965 insgesamt 324.561 Motorräder herstellte. Das Modell ist ein Nachbau der von 1940 bis 1944 an gleicher Stätte produzierten DKW RT 125 der Auto Union AG, deren Konstruktion nach Löschung des Unternehmens aus dem Handelsregister im August 1948 nicht mehr geschützt war. Die Typbezeichnung änderte sich während der Bauzeit mehrmals, zuletzt in MZ 125.
Im Volksmund ist die Bezeichnung „IFchen“ geläufig.
In den Jahren 2000 bis 2008 wurde vom Nachfolgeunternehmen des VEB MZ erneut ein Motorrad mit der Bezeichnung MZ RT 125 gebaut.

## Geschichte
Die modernen Fertigungsanlagen des DKW-Stammwerkes Zschopau wurden nach dem Krieg demontiert und als Reparationsleistung zuerst nach Moskau transportiert, wo die M1A „Moskwa“ als Nachbau der DKW RT 125 produziert wurde. Auf Befehl der Sowjetischen Militäradministration in Deutschland (SMAD) nannte sich das in der Sowjetischen Besatzungszone befindliche Werk in Zschopau ab dem 1. Juli 1946 IFA-Motorradwerk Zschopau. IFA ist die Abkürzung für den am selben Tag neu gegründeten Industrieverband Fahrzeugbau. Schon ab 1946 konnten Funktionsmuster der RT 125 zur Wiederaufnahme der Produktion bei Bark entwickelt und erprobt werden. So produzierte das Zschopauer Werk als erstes Modell nach dem Krieg eine weiterentwickelte RT 125 von 1940, die IFA-DKW RT 125.
Zuvor war bereits ein DKW-Leichtmotorrad L60 entwickelt, jedoch nicht in die Serie überführt worden.

## Technik

### Allgemeines
Alle Modellvarianten haben einen luftgekühlten Zweitaktmotor mit Schnürle-Umkehrspülung und Flachkolben. Die Zylinderbohrung von 52 mm und der Kolbenhub von 58 mm ergeben einen Hubraum von 123 cm³. Je nach Modell hat der Motor eine Leistung von 4,75 bis 6,5 PS. Motorblock und Zylinderkopf sind aus einer Aluminiumlegierung gefertigt; der Zylinder besteht aus Grauguss. Der in einem geschlossenen Einrohrrahmen eingebaute Motor hat eine spannungsgeregelte 6-V-Lichtmaschine und einen Vergaser mit Schwimmer und Nadelventil. Je eine Rollenkette wird für den Primärtrieb von der Kurbelwelle zum Getriebe und den Sekundärantrieb zum Hinterrad verwendet. Das klauengeschaltete Getriebe mit Fußschaltung hat je nach Baujahr drei oder vier Gänge. Die Motorschmierung erfolgt als Gemischschmierung mit einem Mischungsverhältnis des Zweitaktgemisches von 1 : 25 bis 1 : 33 (Öl/Benzin). Die Höchstgeschwindigkeit der RT 125 betrug modellabhängig 75 bis 85 km/h.

### IFA-DKW RT 125

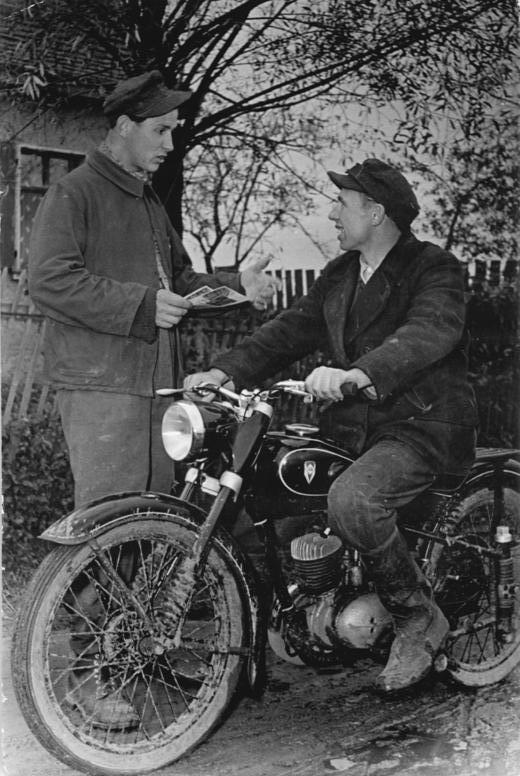
IFA RT 125/0 auf einem Foto von 1952

Das nach Einführung der RT 125/1 nachträglich als RT 125/0 bezeichnete Motorrad wurde erstmals auf der Leipziger Frühjahrsmesse 1949 gezeigt. Es war im Unterschied zum Vorkriegsmodell und den ersten in Ingolstadt gebauten RT 125 W bereits mit Teleskopgabel, Hinterradfederung und Steckachsen ausgestattet. Der mit einer Aussparung für ein Werkzeugfach versehene Tank fasste 8 Liter Kraftstoff. Versuchsmuster dieser Maschine wurden 1949 im wenige Kilometer von Zschopau entfernten Wilischthal gefertigt. Die Serienproduktion in Zschopau setzte 1950 ein, wobei im ersten Produktionsjahr lediglich rund 1700 Maschinen die Werkshallen verließen. Ab dem 1. Oktober 1951 durfte aufgrund einer ministeriellen Weisung der Firmenname DKW nicht mehr verwendet werden und die Maschine wurde seitdem unter der – teilweise bereits zuvor verwendeten – Bezeichnung IFA RT 125 angeboten. Die RT 125/0 wurde ohne ausreichende Erprobung in die Serie übergeführt, weshalb sie noch einige konstruktive Mängel wie eine unzureichend haltbare Kette, eine unausgereifte Teleskopgabel und zum Rutschen neigende Kupplung aufwies.

### IFA RT 125/1
1954 erschien die umfassend weiterentwickelte IFA RT 125/1. Die beträchtlichen Änderungen waren äußerlich wenig auffällig. Der Motor erhielt unter anderem einen neu gestalteten Zylinder und Zylinderkopf, die Pleuellager der BK 350, sowie einen neuen Vergaser. Zusammen mit einer Erhöhung der Motordrehzahl auf 5200/min und einigen weiteren Maßnahmen ergab sich eine Leistungssteigerung auf 5,5 PS. Antriebsseitig verbessert wurden neben Getriebe, Kupplung und Naben vor allem die Kraftübertragung auf das Hinterrad: Die Sekundärkette wurde verbreitert und in neuartigen, patentierten „Kettenschläuchen“ aus Gummi sowie einem Kettenkasten an der Hinterradnabe gekapselt, sodass das bisherige Problem qualitativ schlechter und schwer erhältlicher Ketten kompensiert werden konnte. Zudem wurde die Kette prinzipbedingt durch die Geradewegfederung stark beansprucht. Nicht ohne Grund hatten drei der ersten vier DDR-Maschinen (AWO 425, EMW R 35 und IFA BK 350) einen Kardanantrieb. Das Prinzip der in Gummischläuchen gekapselten Sekundärkette wurde später auch von einigen anderen Motorradproduzenten übernommen. Ein Durchscheuern der Kapselung wurde durch die Führung der Kette zwischen zwei Gummischienen im Schlauch verzögert.
Weiterentwickelt wurde auch das Fahrwerk. Die Rahmenverbindungen waren fortan nicht mehr geschweißt, sondern gemufft, verlötet und mit Verstärkungen versehen. Der Radstand wurde um 30 mm vergrößert, um die Sitzverhältnisse im Soziusbetrieb zu verbessern. Der Kippständer wurde durch eine stabilere, langlebige Ausführung ersetzt. Verwendung fand unter anderem eine neue Teleskopgabel mit 150 mm Federweg, die reichlich bemessene Hinterradfederung der IFA BK 350 und ein neuer Sattel. Der Tank wurde neu geformt, um ein deutlich vergrößertes Fassungsvermögen von 12 Litern zu erreichen. Dabei entfiel auch das Werkzeugfach.

### MZ 125/2
1953 wurde das Werk in VEB Motorradwerk Zschopau umbenannt und ab 1956 hießen alle Modelle MZ. Mit der neuen Bezeichnung entfiel auch die Abkürzung RT im offiziellen Namen des Motorrads (der Volksmund nannte das Motorrad weiterhin RT). Es hieß von da an schlicht 125/2 und war in vier Farben (Schwarz, Maron (Kastanienbraun), Hammerschlaggrün und -blau), mit Leichtmetallfelgen sowie Chromtanks erhältlich. Zur besseren Wärmeableitung und damit besseren Bremsverzögerung gab es ab 1958 Vollnabenbremsen, die aus den damals international erfolgreichen RT-Rennsportmodellen abgeleitet wurden. Außerdem wurden Radführung und Speichen verbessert.

### MZ 125/3

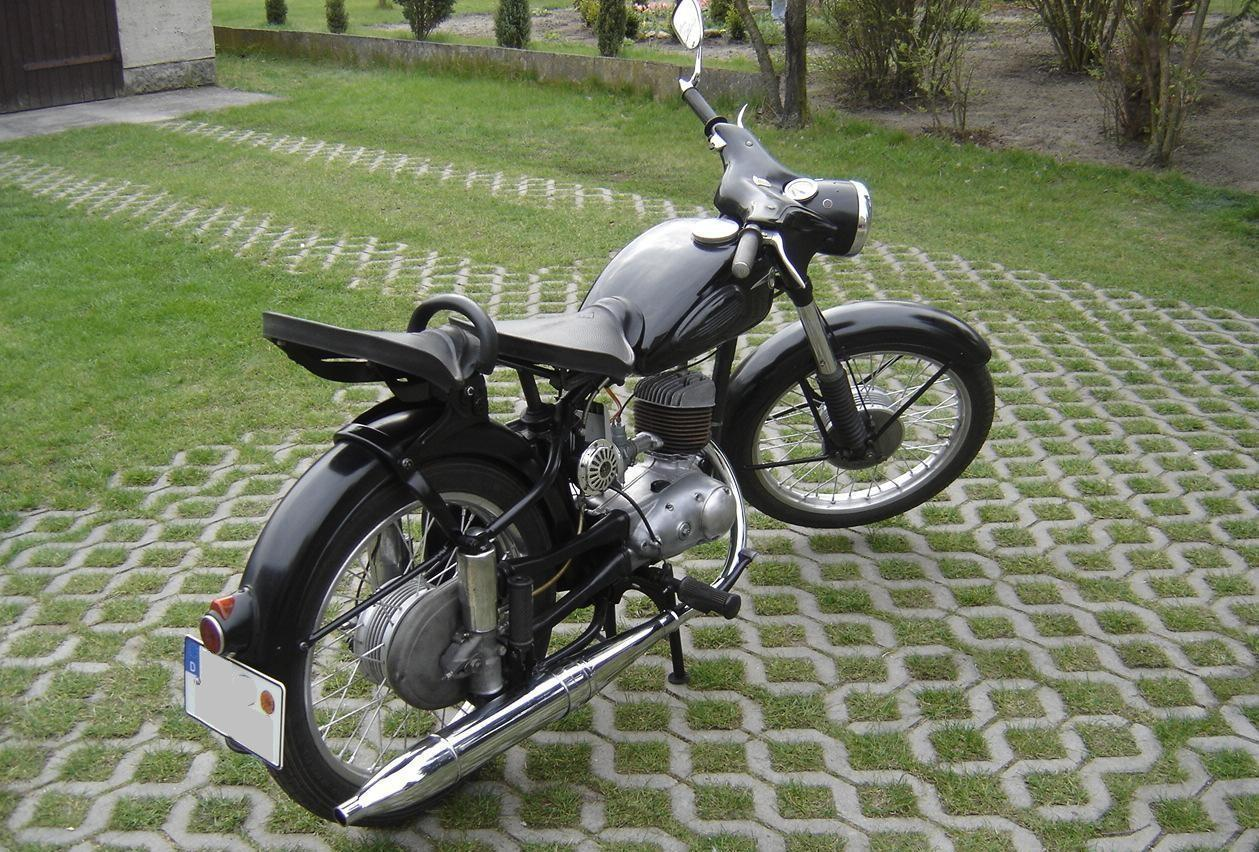
MZ 125/3 von 1961, Bauzeit 1959–1962

Als letzte Weiterentwicklung des Motorrads erschien 1959 die MZ 125/3 mit auf 6,5 PS erhöhter Leistung und Vierganggetriebe. Das Motorrad war nun wahlweise mit einer Sitzbank anstelle der Einzelsättel erhältlich. Die Maschine ist leicht an der Lenkerverkleidung zu erkennen, aus der nur noch die Griffe herausschauen. Die Lichtmaschine wurde von der MZ ES übernommen, der Werkzeugkasten wurde vergrößert und nahm nun auch die Batterie mit auf. Der Soziussitz wurde, sofern vorhanden, tiefer angebracht. Die Bereifung des Hinterrades wurde auf 3,00 verbreitert. Der Jahresausstoß wurde stark erhöht, sodass von diesem Modell mit Abstand die meisten Fahrzeuge gebaut wurden. Ab 1962 war als Zubehör auch ein Beinschutz erhältlich. Im selben Jahr wurde die Fertigung zugunsten der MZ ES 125/150 eingestellt.

### MZ 125/4
Um dem Wunsch von Exportkunden nachzukommen, wurde die RT bis 1965 in geringer Stückzahl (4904) weitergebaut. Dabei kamen Teile aus Restbeständen sowie der Motor der ES 125 zum Einsatz. Über das Modell gibt es nur wenige gesicherte Fakten. Nach Recherchen des Autors und RT-Kenners Claus Uhlmann war MZ 125/4 die offizielle Modellbezeichnung ab Werk. 1.600 Maschinen wurden in den Iran exportiert, 1.431 nach Thailand. 500 ursprünglich von Guinea bestellte Maschinen sollen als Export-Rückläufer in der DDR verkauft worden sein, wofür durch die Nutzung des ES-Motors eine neue Typgenehmigung beim Kraftfahrzeugtechnischen Amt der DDR eingeholt wurde.

## Technische Daten im Vergleich
|                       | IFA-DKW RT 125                                                  | IFA RT 125/1                                                    | MZ 125/2 | MZ 125/3                                                        | MZ 125/4                                                        |
| --------------------- | --------------------------------------------------------------- | --------------------------------------------------------------- | --- | --------------------------------------------------------------- | --------------------------------------------------------------- |
| Baujahre              | 1949–1954                                                       | 1954–1956                                                       | 1956–1959 | 1959–1962                                                       | 1962–1965                                                       |
| Motor                 | fahrtwindgekühlter Einzylinder-Zweitaktmotor, Kickstarter       | fahrtwindgekühlter Einzylinder-Zweitaktmotor, Kickstarter       | fahrtwindgekühlter Einzylinder-Zweitaktmotor, Kickstarter                                                                                 | fahrtwindgekühlter Einzylinder-Zweitaktmotor, Kickstarter       | fahrtwindgekühlter Einzylinder-Zweitaktmotor, Kickstarter       |
| Steuerung             | Schlitzsteuerung                                                | Schlitzsteuerung                                                | Schlitzsteuerung | Schlitzsteuerung                                                | Schlitzsteuerung                                                |
| Ladungswechsel        | Umkehrspülung                                                   | Umkehrspülung                                                   | Umkehrspülung | Umkehrspülung                                                   | Umkehrspülung                                                   |
| Bohrung × Hub         | 52 × 58 mm                                                      | 52 × 58 mm                                                      | 52 × 58 mm | 52 × 58 mm                                                      | 52 × 58 mm                                                      |
| Hubraum               | 123 cm³                                                         | 123 cm³                                                         | 123 cm³ | 123 cm³                                                         | 123 cm³                                                         |
| Verdichtung           | 6 : 1                                                           | 6,5 : 1                                                         | 7,25 : 1 | 8 : 1                                                           | 9 : 1                                                           |
| Nennleistung          | 4,7 PS (3,5 kW) bei 4800/min                                    | 5,5 PS (4 kW) bei 5200/min                                      | 6 PS (4,4 kW) bei 5200/min | 6,5 PS (4,8 kW) bei 5200/min                                    | 8,5 PS (6,3 kW) bei 5800/min                                    |
| max. Drehmoment       |                                                                 |                                                                 | | 0,95 kpm (9,3 Nm) bei 3600/min                                  | 1,25 kpm (12,3 Nm) bei 5500/min                                 |
| Vergaser              | BVF-Rundschiebervergaser                                        | BVF-Flachschiebervergaser NB 20                                 | BVF-Flachschiebervergaser NB 20 | BVF-Vergaser NB 221-2                                           | BVF-Vergaser 22 KNB 1-3                                         |
| Schmierung            | Zweitaktgemisch 1 : 25                                          | Zweitaktgemisch 1 : 25                                          | Zweitaktgemisch 1 : 25 | Zweitaktgemisch 1 : 25                                          | Zweitaktgemisch 1 : 33                                          |
| Zündung               | Batteriezündung, kontaktgesteuert                               | Batteriezündung, kontaktgesteuert                               | Batteriezündung, kontaktgesteuert | Batteriezündung, kontaktgesteuert                               | Batteriezündung, kontaktgesteuert                               |
| Lichtmaschine         | 6 V – 35/45 W                                                   | 6 V – 35/45 W                                                   | | 6 V – 60 W                                                      | 6 V – 60–90 W                                                   |
| Bordspannung          | 6 V                                                             | 6 V                                                             | 6 V | 6 V                                                             | 6 V                                                             |
| Kupplung              | Mehrscheibenkupplung im Ölbad, mechanisch betätigt              | Mehrscheibenkupplung im Ölbad, mechanisch betätigt              | Mehrscheibenkupplung im Ölbad, mechanisch betätigt                                                                                        | Mehrscheibenkupplung im Ölbad, mechanisch betätigt              | Mehrscheibenkupplung im Ölbad, mechanisch betätigt              |
| Getriebe              | 3-Gang-Stirnrad-Wechselgetriebe, klauengeschaltet               | 3-Gang-Stirnrad-Wechselgetriebe, klauengeschaltet               | 3-Gang-Stirnrad-Wechselgetriebe, klauengeschaltet                                                                                         | 4-Gang-Stirnrad-Wechselgetriebe, klauengeschaltet               | 4-Gang-Stirnrad-Wechselgetriebe, klauengeschaltet               |
| Endantrieb            | Rollenkette                                                     | Rollenkette (vollgekapselt)                                     | Rollenkette (vollgekapselt) | Rollenkette (vollgekapselt)                                     | Rollenkette (vollgekapselt)                                     |
| Rahmen                | Einrohrrahmen mit Unterzug                                      | Einrohrrahmen mit Unterzug                                      | Einrohrrahmen mit Unterzug | Einrohrrahmen mit Unterzug                                      | Einrohrrahmen mit Unterzug                                      |
| Maße (L × B × H)      | 1940 × 660 × 900 mm                                             | 1980 × 650 × 920 mm                                             | 1980 × 650 × 920 mm | 1980 × 710 × 920 mm                                             |                                                                 |
| Radstand              | 1220 mm                                                         | 1250 mm                                                         | 1250 mm | 1310 mm                                                         |                                                                 |
| Sitzhöhe              |                                                                 | 720 mm                                                          | 720 mm | 770 mm                                                          |                                                                 |
| Radaufhängung vorn    | Teleskopgabel, 150 mm Federweg                                  | Teleskopgabel, 150 mm Federweg                                  | Teleskopgabel, 150 mm Federweg | Teleskopgabel, 150 mm Federweg                                  | Teleskopgabel, 150 mm Federweg                                  |
| Radaufhängung hinten  | Geradewegfederung, 50 mm Federweg                               | Geradewegfederung, 50 mm Federweg                               | Geradewegfederung, 50 mm Federweg | Geradewegfederung, 50 mm Federweg                               | Geradewegfederung, 50 mm Federweg                               |
| Felgengröße vorn      | Drahtspeichenrad, 2,00 × 19″                                    | Drahtspeichenrad, 2,50 × 19″                                    | Drahtspeichenrad, 2,50 × 19″ | Drahtspeichenrad, 2,50 × 19″                                    | Drahtspeichenrad, 2,50 × 19″                                    |
| Felgengröße hinten    | Drahtspeichenrad, 2,00 × 19″                                    | Drahtspeichenrad, 2,50 × 19″                                    | Drahtspeichenrad, 2,50 × 19″ | Drahtspeichenrad, 2,50 × 19″                                    | Drahtspeichenrad, 2,50 × 19″                                    |
| Bereifung vorn        | 2,50–19″                                                        | 2,75–19″                                                        | 2,75–19″ | 2,75–19″                                                        | 2,75–19″                                                        |
| Bereifung hinten      | 2,50–19″                                                        | 2,75–19″                                                        | 2,75–19″ | 3,00–19″                                                        | 3,00–19″                                                        |
| Bremse vorn           | Innenbacken-Trommelbremse (Halbnabe), ø 125 mm, seilzugbetätigt | Innenbacken-Trommelbremse (Halbnabe), ø 125 mm, seilzugbetätigt | Innenbacken-Trommelbremse (Halbnabe), ø 125 mm, seilzugbetätigt; ab 1958: Innenbacken-Trommelbremse (Vollnabe), ø 150 mm, seilzugbetätigt | Innenbacken-Trommelbremse (Vollnabe), ø 150 mm, seilzugbetätigt | Innenbacken-Trommelbremse (Vollnabe), ø 150 mm, seilzugbetätigt |
| Bremse hinten         | Innenbacken-Trommelbremse (Halbnabe), ø 125 mm, seilzugbetätigt | Innenbacken-Trommelbremse (Halbnabe), ø 125 mm, seilzugbetätigt | Innenbacken-Trommelbremse (Halbnabe), ø 125 mm, seilzugbetätigt; ab 1958: Innenbacken-Trommelbremse (Vollnabe), ø 150 mm, seilzugbetätigt | Innenbacken-Trommelbremse (Vollnabe), ø 150 mm, seilzugbetätigt | Innenbacken-Trommelbremse (Vollnabe), ø 150 mm, seilzugbetätigt |
| Leergewicht           | 78 kg                                                           | 88 kg                                                           | 90 kg | 109 kg                                                          |                                                                 |
| zul. Gesamtgewicht    | 208 kg                                                          | 235 kg                                                          | 235 kg | 250 kg                                                          |                                                                 |
| Tankinhalt            | 8 l                                                             | 12 l                                                            | | 11 l (Reserve: 2 l)                                             |                                                                 |
| Höchstgeschwindigkeit | 75 km/h                                                         | 80 km/h                                                         | 80 km/h | 85 km/h                                                         |                                                                 |

## Rennsport

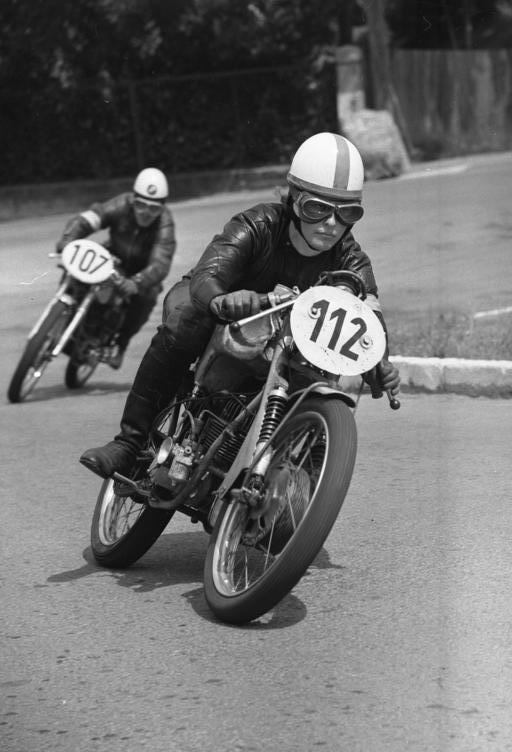
Helga Steudel bei einem Rennen auf dem Schleizer Dreieck im Jahr 1963 auf einer RE 125

Noch 1949 entwickelten der in der MZ-Versuchsabteilung tätige Ingenieur Kurt Kämpf und der ehemalige Werksfahrer Hermann Scherzer aus der RT eine Rennsportversion, die erstmals im Juli des Jahres beim „Stralsunder Bäderrennen“ eingesetzt wurde. 1950 wurde als bemerkenswerter Erfolg der 3. Platz in der Wertung zur gesamtdeutschen Straßenmeisterschaft in der Klasse bis 125 cm³ auf einer Rennsport-RT errungen.
Für die speziellen Anforderungen an den Straßenrennsport wurde ab 1952 in der neu gegründeten MZ-Rennsportabteilung ein gänzlich neues Fahrwerk konstruiert sowie die Maschinen insgesamt sukzessive weiterentwickelt und in ihrer Leistung gesteigert. Mit den frühen RT-Rennsportversionen hatte diese nichts mehr gemein.

## Weiteres
Die Preise für die RT 125 bewegten sich zwischen 1680 und 1875 Mark. Die größere und stärkere AWO 425 kostete etwa 2500 Mark. Die Preise für ein Auto lagen bei 8500 (IFA F 8) und 12.000 Mark (IFA F 9). Somit war die RT 125 in der DDR das günstigste zulassungspflichtige Kraftfahrzeug und entsprechend stark verbreitet.
Mit einem zusätzlichen Gebläse zur besseren Kühlung ausgestattet wurde der Motor der RT 125 auch in die ab 1955 bei IWL gebauten Motorroller Pitty, Wiesel und Berlin, beim Letzteren mit auf 150 cm³ vergrößertem Hubraum, eingebaut. Auch viele andere Teile der RT wurden in den Rollern übernommen. Das nachfolgende Modell Troll erhielt den Motor der MZ ES 150. Alle 125- und 150-cm³-Motoren von MZ basierten bis 1985 auf dem Motor der RT 125. Erst mit der ETZ-125/150-Baureihe wurde ein gänzlich neuer Motor eingeführt; das Bohrung/Hub-Verhältnis wurde aber auch hier beibehalten.

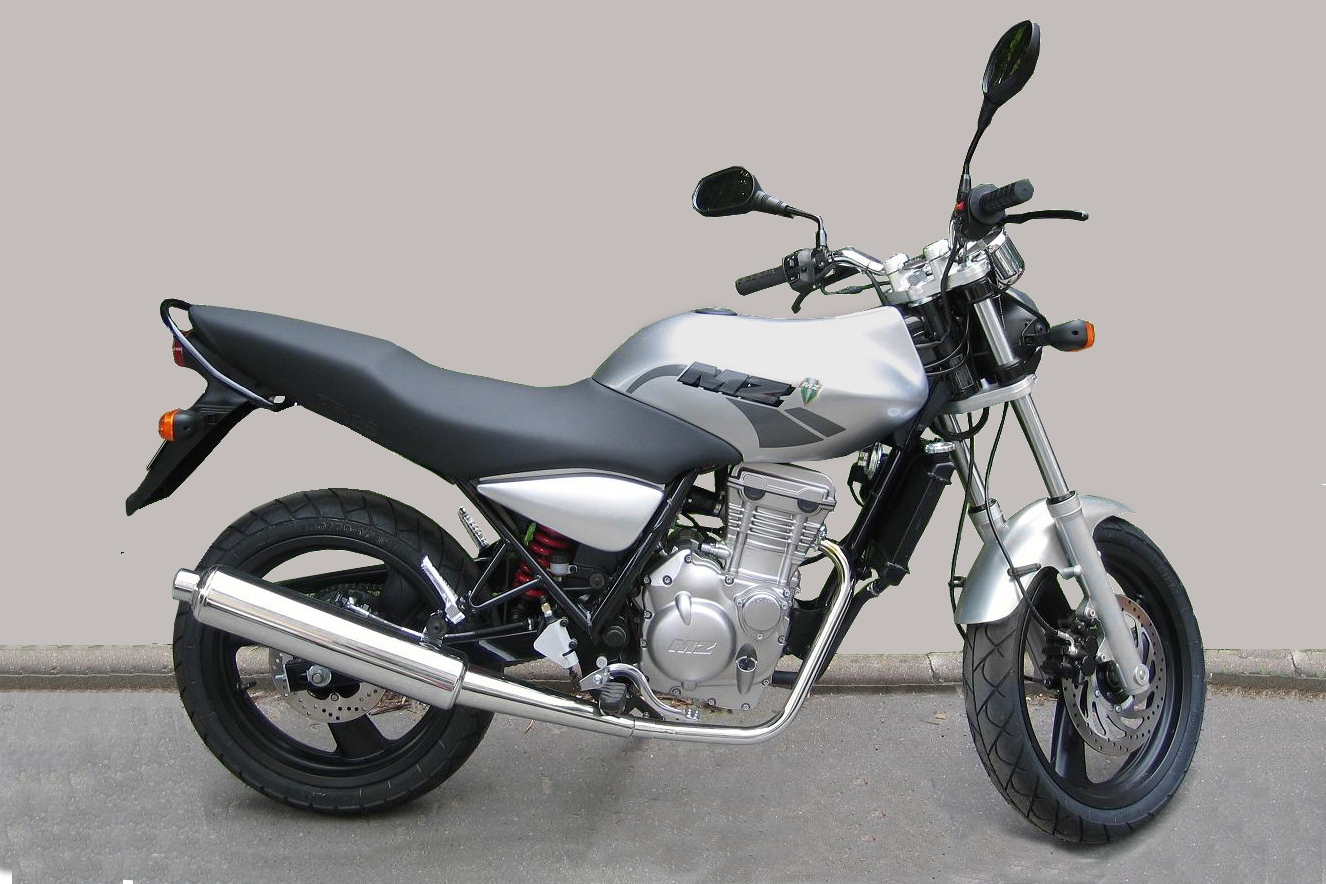
MZ RT 125, Bauzeit ab 2000

Zwischen 1996 und 1998 vermarktete das in Zschopau ansässige Unternehmen MZ-B ein Motorrad mit der Bezeichnung RT 125 Classic.
Die Bezeichnung „Classic“ ist insofern irreführend, als dieses Modell optisch nichts mit der RT gemein hat. Technisch basierte es auf dem Fahrwerk der ETZ 251/301 und nutzte auch Tank und Seitendeckel dieser Baureihe.
Von 2000 bis 2008 baute die MZ Motorrad- und Zweiradwerk GmbH ein Motorrad mit dem traditionellen Namen MZ RT 125. Es hat einen modernen Vierventil-Einzylinder-Viertaktmotor mit DOHC-Ventilsteuerung und 124,4 cm³ Hubraum.
Dieses Motorrad hat mit der klassischen RT 125 außer dem Namen nichts gemeinsam.